# Hockey Seregno 1990-1991
Questa voce raccoglie le informazioni riguardanti l'Hockey Seregno nelle competizioni ufficiali della stagione 1990-1991.

## Maglie e sponsor
Lo sponsor ufficiale per la stagione 1990-1991 fu Mobilsigla.
| 1ª divisa |

### Libri
- Paolo Virdi, 50 minuti di gloria. Gli anni moderni dell'hockey pista. Volume 1, Lodi, Lodinotizie, 2012, ISBN 978-88-908803-0-8.